# مرکاوا
مرکاوا (در عبری: מרכבה) (به معنای ارابه)، تانک اصلی میدان نبرد اسرائیلی است. طراحی این تانک از سال ۱۹۷۳ آغاز و اولین مدل آن در سال ۱۹۷۸ وارد فعالیت رسمی در ارتش این کشور شد. قابلیت تعمیر سریع، بقاپذیری، به‌صرفه بودن به لحاظ هزینه و عملکرد مناسب خارج از جاده از مهم‌ترین مواردی هستند که در طراحی این تانک مد نظر قرار گرفته‌اند.
در طراحی مرکاوا اهمیت بسیار بالایی برای حفظ جان سرنشینان در نظر گرفته شده‌است. ویژگی منحصربه‌فرد این تانک قرار گرفتن موتور در قسمت جلو است (در تمام تانک‌های دیگر موتور در عقب تانک قرار دارد). ضمن اینکه برجک تانک در مقایسه با تانک‌های دیگر عقب‌تر قرار گرفته‌است. این طرح‌بندی برای افزایش حفاظت از سرنشینان به ویژه راننده اتخاذ شده چرا که معمولاً قسمت جلوی تانک در خطر اصابت قرار دارد. همچنین فضای بیشتری در عقب تانک وجود دارد و مسیر ورود و خروج از درهای پشتی است که این باعث می‌شود تا تانک امکان حمل سربازان اضافی را داشته و ورود و خروج سرنشینان زیر آتش دشمن به شکل ایمن‌تری انجام شود. برای این منظور علاوه بر زره بسیار پیچیده، موتور تانک در قسمت جلو قرار گرفته که باعث افزایش حفاظت از سرنشینان تانک می‌شود.
این تانک در ۴ ورژن اصلی ساخته شده‌است. آخرین ورژن که مارک ۴ نام دارد، از سال ۲۰۰۴ وارد خط تولید شده‌است. ۶۰۰ عراده از تمام مدل‌های ساخته شده و از شاسی مرکاوا برای ساخت چند نوع خودرو زره‌پوش دیگر از جمله آمبولانس زره‌پوش، نفربر زره‌پوش، خودرو زرهی بازیابی و هویتزر خودکششی ۱۵۵ م‌م هم استفاده شده‌است. تلاش‌ها برای ارتقای تانک مرکاوا توسط ارتش اسرائیل ادامه دارد و دولت اسرائیل درحال طراحی نسل جدید پنجم این مجموعهٔ فوق‌العاده خود است که قرار است مجهز به یک سیستم پدافند رگباری شود.

## ویژگی‌ها
مهم‌ترین ویژگی مرکاوا اهمیت بسیار زیاد حفاظت از جان خدمهٔ تانک در طراحی آن است قرار گرفتن موتور تانک در جلو برخلاف تانک‌های دیگر که اغلب موتور آن‌ها در قسمت عقب جای دارد یکی از دلایل امنیت سرنشینان تانک است. وجود یک خمپاره‌انداز ۶۰ میلی‌متری در داخل تانک از ویژگی‌های منحصربه‌فرد مرکاوا است. این خمپاره برای حمله به اهدافی که در پشت ساختمان یا تپه قرار گرفته‌اند به کار می‌رود.
مدل‌های ۱ و ۲ این تانک از توپ ۱۰۵ میلی‌متری ال۷ استفاده می‌کردند اما مدل ۳ و ۴ از توپ ۱۲۰ میلی‌متری برخوردارند. حداکثر سرعت مدل ۴ آخرین مدل این تانک در جاده ۶۴ کیلومتر در ساعت، قدرت موتور دیزلی آن ۱۵۰۰ اسب بخار، وزن آن حدود ۶۵ تن، ظرفیت سوخت آن ۱۴۰۰ لیتر، و برد عملیاتی آن ۵۰۰ کیلومتر است.

## تاریخچهٔ نبردها
مرکاوا به‌طور گسترده‌ای در طول جنگ لبنان سال ۱۹۸۲ استفاده شد. مرکاوا در این جنگ عملکرد بهتری نسبت به تانک‌های سوریه‌ای (عموماً تی-۶۲) داشت و در حد بسیار زیادی ثابت کرد که ایمنی بالایی نسبت به سلاح‌های ضدتانکی چون ای‌تی-۳ سگر و آرپی‌جی-۷ دارد که این یک بهبود قابل توجه نسبت به بهترین تانک آن زمان اسراییل -سنچوریون- محسوب می‌شد. ۳۴ مرکاوا در این جنگ نابود شد.
در فوریه ۲۰۰۲ یک مرکاوا-۳ نزدیکی نصاریم در نوار غزه به وسیله یک بمب کنارجاده‌ای نابود شد و هر چهار خدمه آن کشته شدند. این اولین تانک اسرائیلی بود که در انتفاضه دوم نابود می‌شد. تانک دوم یک مرکاوا-۲ یا۳ بود که در همان محل یک ماه بعد نابود شد و سه خدمه آن کشته شدند. تانک سوم هم یک مرکاوا مدل ۲ یا۳ بود که در نزدیکی تقاطع کیسوفیم نابود شد و یک نفر کشته و دو نفر زخمی به جا ماند
در طول جنگ ۲۰۰۶ لبنان ۵ تانک مرکاوا از بین رفتند. فقط تعدادی از تانکهای مرکاوا-۴ در طول جنگ استفاده شد چون آن‌ها به تازگی وارد خدمت شده بودند. در این جنگ حزب‌الله بیشتر از هزار موشک ضدتانک علیه تانکها و تجهیزات و نفرات پیاده اسرائیلی استفاده کرد. موشکهای ضد تانک مسئول ۴۵ درصد خسارات به تانکها و وسایل زرهی اسرائیلی بودند و. خدمه تانک با این موشک‌ها کشته شدند. حزب‌الله در طول جنگ از موشکهای پیشرفته روسی ای‌تی-۵ کنکورس، ای‌تی-۱۳ متیس، ای‌تی-۱۴ کورنت و آرپی‌جی-۲۹ استفاده کرد. یک خدمه مرکاوا-۴ دیگر زمانی که تانک روی یک بمب کنارجاده‌ای رفت، کشته شد. زیر این تانک یک زره اضافی v شکل نصب شده بود و همین باعث شد که فقط ۱ نفر از ۷ نفر درون تانک (۴خدمه و ۳ سرباز) کشته شود. در کل ۵۰ تانک مرکاوا در طول این جنگ آسیب دیدند که ۸ تا از آن‌ها در میدان جنگ باقی ماندند. ۱۶ تانک به‌وسیلهٔ موشکهای ضدتانک و ۶ تا به‌وسیلهٔ بمب کنارجاده‌ای آسیب دیدند و غیرقابل استفاده شدند.
بعد از این جنگ بعضی از کارشناسان گفتند که مرکاوا در مقابل موشک‌های پیشرفته بسیار آسیب‌پذیر است اما برخی دیگر معتقدند که در این مورد اغراق شده‌است.

## مرکاوا: نسل ۳

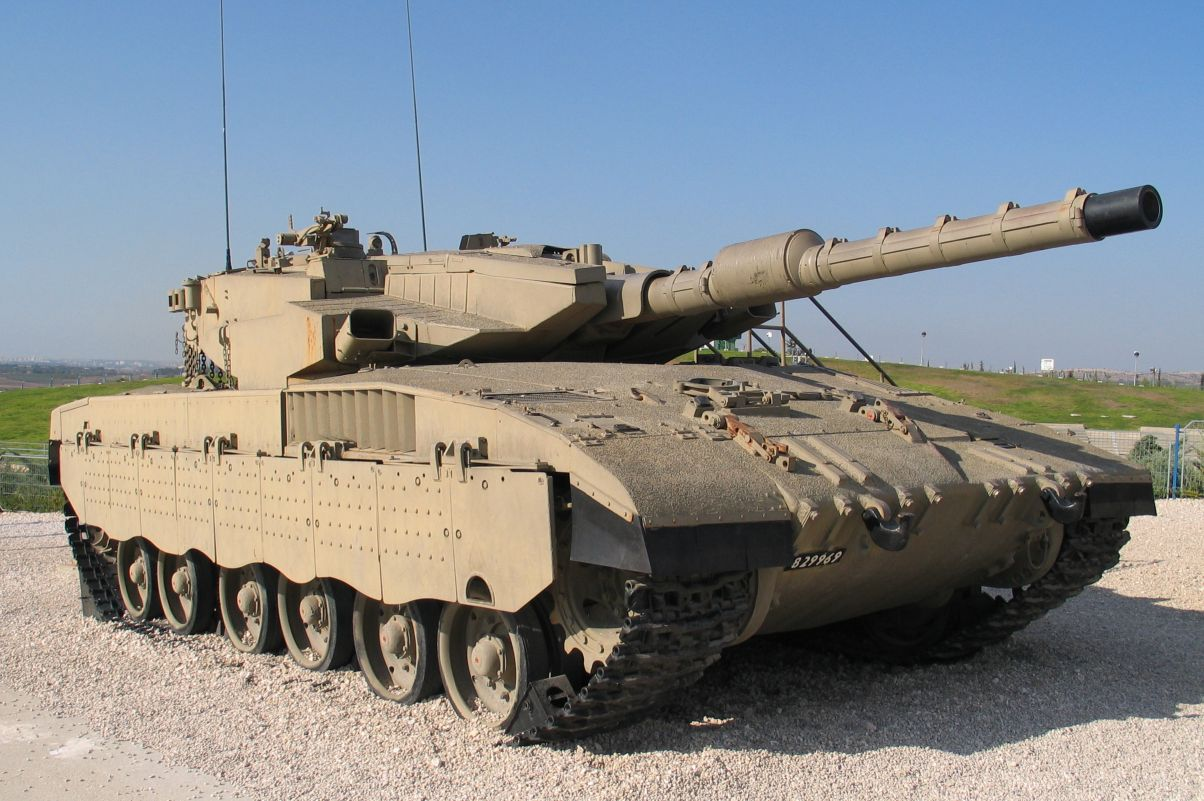
نسل سوم از تانک‌های مرکاوا

ارتش اسرائیل در دهه ۱۹۹۰ میلادی در دوران اشغال جنوب لبنان، دست به ساخت مدل‌های جدیدی از تانکهای مدل ۳ زد که به ویژه برای حملات مختلف و عملیات نظامی در نواحی شهری مناسب است. این تانک دارای تیرک‌هایی است که با استفاده از آن‌ها راننده و فرمانده تانک می‌توانند حرکات خود در خیابانهای تنگ را تنظیم کرده و میزان خسارات به محیط شهری را به حداقل برسانند. به منظور مقابله با مواد انفجاری که از بیرون بر روی این تانکها انداخته می‌شود، تورهای سیمی (زره قفسی) در برخی نقاط این تانک قرار داده شده‌است. برجک فرماندهی این تانک نیز مجدداً طراحی و نصب شده‌است و امکان دید از بالا در ارتفاعی بالاتر را به فرمانده می‌دهد. یک مسلسل ام۲ برونینگ (کالیبر ۰٫۵۰) نیز بر روی این تانک نصب شده که با سیستم کنترل آتش تانک در ارتباط است و با استفاده از یک سیستم تخریب الکترونیک که در زیر تجهیزات زرهی این تانک نصب شده آغاز به کار می‌کند.
ارتش اسرائیل بر این باور است که مسلسل‌های کالیبر ۵۰ برای محیط‌های شهری مناسب‌تر است. یک دریچه آتش و یک پنجره برای مشاهدهٔ محیط اطراف نیز بر روی این تانک نصب شده و تک‌تیرانداز با استفاده از آن می‌تواند به هدف شلیک کند. این تانک می‌تواند از گلوله‌های غیرمرگبار نیز استفاده کند که تا فاصله ۳۰ متری مؤثر هستند.
سیستم جدید دیگری که در تانکهای ۲۰۰۴ و بعد به کار گرفته شده یک دوربین ۳۶۰ درجه‌است که مجهز به عدسی گردنده بود و از دورنمای صحنه‌ای که در دید مسلسل است عکس برمی‌دارد. این دوربین در صورت مشاهده هر تحرک مشکوک یا فعالیت مشکوک در اطراف تانک آن را به خدمه اطلاع می‌دهد. این سیستم برای تأمین ایمنی تانک در محیط‌های خطرناک بسیار مناسب است.

## مرکاوا: نسل ۴
نسل ۴ مرکاوا تانک‌های اصلاح‌شده و پیشرفته‌تر از نسل ۳ از سری تانک‌های مرکاوا است که هم‌اکنون در ابعاد وسیع مورد استفادهٔ ارتش اسرائیل قرار گرفته و خط تولید آن فعال است.
این نوع از تانک‌های ارتش اسرائیل دارای سیستم پیشرفتهٔ جی‌پی‌اس است که امکان ردیابی اهداف را با استفاده از سیستم رهیابی ماهواره‌ای می‌دهد.

### دوربین نشانه‌روی تانک
دوربین تی‌تی‌اس مورد استفادهٔ این تانک توسط شرکت Vectop Battlefield Imaging Systems ساخته شده که یک رشته از دوربین‌های ویدئویی CCD/ICCD را یکپارچه می‌کند که در موقعیت‌های مختلف یک خودروی زرهی به منظور توانمندسازی سرنشین جهت پوشش کلی استفاده می‌شود. این سیستم در تانک‌های نسل ۳ و ۴ نصب شده‌است.
دوربینی که برای تقویت سیستم بصری مسلسل‌ها به کار می‌رود، قابلیت چرخش ۳۶۰ درجه را دارد و یک تصویر دقیق از صحنه را ارائه می‌دهد. جالب این‌که برای این کار نیازی به چرخاندن این دوربین نیست، بلکه این دوربین اساساً از ساختار پوششی ۳۶۰ درجه برخوردار است و تصاویر آنی از محیط را در اختیار خدمهٔ تانک قرار می‌دهد که به آگاهی آن‌ها از محیط اطراف و تهدیدات احتمالی پیرامون وسیلهٔ نقلیه می‌افزاید.
این دوربین دارای ابزاری ویدئویی برای کشف کلیهٔ تحرکات اطراف تانک بوده و می‌توان نواحی ضروری را برای مشاهدهٔ آن برنامه‌ریزی نمود. این ابزار ویدئویی به محض مشاهدهٔ تهدید، یک اخطار آنی را ارسال می‌دارد. این سیستم از یک دوربین دیجیتال با کیفیت بالا نیز بهره می‌برد که بر یک تیرک در عقبهٔ برجک تانک نصب می‌شود. این سیستم تصاویر گرفته شده را برای نمایش به سیستم‌های کامپیوتری نصب‌شده در درون تانک ارسال می‌دارد.

### سیستم حفاظت فعال تروفی
نسل ۴ مرکاوای کنونی مجهز به یک نوع سیستم حفاظت فعال فوق پیشرفته به‌نام تروفی است که بر روی این تانک نصب شده و آن‌ها را در برابر موشک‌ها، راکت‌ها و پرتاب‌کننده‌های نارنجک محافظت می‌کند. این سیستم، محصول مشترک ده سال کار بین صنایع پیشرفتهٔ نظامی رافائل و التا در اسرائیل است.
در اوت سال ۲۰۰۷ پس از طی مراحل آزمایشی موفقیت‌آمیز، اسرائیل اعلام کرد از سال ۲۰۱۰ شروع به نصب و به‌کارگیری این سامانه بر روی سیستم‌های زرهی خودش خواهد کرد. در ۲۰۱۱ تروفی موفق به ردگیری و نابود کردن موشک‌هایی شد که به سوی یک تانک مرکاوا از شمال نوار غزه شلیک شد و این صحت آزمایش‌های تروفی را تأیید کرد. این سیستم از یک کامپیوتر مرکزی که از چهار آنتن تخت که در اطراف تانک نصب شده اطلاعات را جمع‌آوری کرده و سپس به دو برجک مسلح با قابلیت پوشش‌دهی ۳۶۰ درجه‌ای ارسال و سلاح نصب‌شده بر روی برجک، ساچمه‌هایی را مانند گلولهٔ شات‌گان در مسیر هدف پرتاب کرده که باعث نابودی موشک-کلاهک جنگی می‌شود.

## کاربران

نقشهٔ کاربران مرکاوا یا انواع آن

### کاربران فعلی
اسرائیل
- نیروی زمینی اسرائیل[۱۰]

 فیلیپین
- ارتش فیلیپین[۱۱]

### کاربران احتمالی
- قبرس: درحال گفتگو برای خرید مرکاوا مارک ۳.[۱۲]
- مراکش: نیروی زمینی سلطنتی مراکش